# Saliunca aenescens
Saliunca aenescens är en fjärilsart som beskrevs av George Francis Hampson 1919. Saliunca aenescens ingår i släktet Saliunca och familjen bastardsvärmare. Inga underarter finns listade i Catalogue of Life.